# Gula divisionen
Gula divisionen är en svensk film från 1954 baserad på Lars Widdings bok Gyllene vingar. Filmen hade premiär den 29 november 1954 på biografen Royal i Stockholm.

## Handling
Kapten Birger Wreting, ledare för en jaktflygdivision, har bekymmer med en av sina underordnade, fältflygare Arne Bart, som saknar omdöme i tjänsten. Löjtnant Rolf Hagberg håller på att flytta ihop med sin fästmö Sonja. En dag råkar han höra Bart berätta för Holm att Wreting tidigare haft ett förhållande med Sonja. Hagberg frågar henne om det finns någon sanning i påståendet och hon erkänner då att hon har haft ett förhållande med Wreting, som var gift när förhållandet pågick. Under en flygövning tvingas Wreting hoppa i fallskärm efter en lätt kollision med Hagbergs plan. Med risk för att bli alldeles utan bränsle spanar Hagberg efter honom och lyckas till sist lokalisera honom. Medan ett räddningsplan tar sig fram till Wreting och undsätter honom, når Hagberg nästan hem till flygfältet. Hans plan kraschlandar och fattar eld.

## Om filmen
Avsikten med filmen var att upprepa framgången med Första divisionen (1941), men det mesta av Lars Widdings bättre kvaliteter i boken var borttagna så slutresultatet av filmen liknade inte boken. Scenen med en kraschlandning är så autentisk man kan begära. Filmkameran stod uppställd för att fotografera starter, och samtidigt passade man på att rikta den mot några flygplan som kom in för landning; ett av flygplanen landade lite väl hårt och filmkameran fångade upp händelsen. Filmen spelades delvis in på F 8 Barkarby med ett antal J 29. Konsult för flygscenerna var Sven Lampell som bland annat gjorde en looping runt Västerbrons valv med en Saab 91 Safir.
Gula divisionen har visats i SVT, bland annat 1999, 2003, 2012, 2020, 2022 och i september 2024.

## Rollista i urval
- Hasse Ekman – kapten Birger Wreting, divisionschef
- Ann-Marie Gyllenspetz – Sonja, bibliotekarie
- Sven Lindberg – löjtnant Rolf Hagberg, Sonjas fästman
- Lars Ekborg – Dag Holm, fältflygare
- Gertrud Fridh – Inger Bart-Wreting, skådespelerska, Birgers fru
- Stig Olin – Boman, värnpliktig mekaniker
- Karl-Arne Holmsten – översten
- John Elfström – Holm, Dags far
- Kåre Santesson – Arne Bart, fältflygare, Ingers bror
- Mona Malm – Berit, Dags fästmö
- Hans Sackemark – Olsson, fältflygare
- Meg Westergren – Ulla, Arne Barts fästmö
- Torsten Lilliecrona – flygläkare
- Mona Geijer-Falkner – en mamma
- Hanny Schedin – en mamma
- Ingvar Kjellson – skådespelare, Ingers kollega
- Siv Ericks – skådespelerska, Ingers kollega
- Gösta Prüzelius – berusad man på gatan

## Musik i filmen
- "Salt of the Sea", kompositör Wilfred Burns, instrumental
- "Crusaders of Freedom", kompositör Geoffrey Stuart, instrumental
- "Melody for Lovers", kompositör Cecil Milner, instrumental
- "Goodnight Little Fella", kompositör Harry Gordon, instrumental
- "Portrait of Love", kompositör Allan Gray, instrumental

## DVD
Filmen gavs ut på DVD 2004 (Atlantic Film) och i en restaurerad utgåva 2012 (Studio S Entertainment).